# کامیلا مارتین
کامیلا مارتین (دانمارکی: Camilla Martin؛ زادهٔ ۲۳ مارس ۱۹۷۴) بدمینتون‌باز و مجری تلویزیون اهل دانمارک است.